# فرديناند شيتشاو
فرديناند جوتلوب شيتشاو (بالألمانية: Ferdinand Schichau)‏ Ferdinand Schichau (مواليد 30 يناير 1814 – 23 يناير 1896)؛ هو مهندس ميكانيكي ورجل أعمال ألماني.

## روابط خارجية
- Chisholm, Hugh, ed. (1911). "Schichau, Ferdinand" . Encyclopædia Britannica (بالإنجليزية) (11th ed.). Cambridge University Press. Vol. 24. p. 323.